# Asterocheres ventricosus
Asterocheres ventricosus is een eenoogkreeftjessoort uit de familie van de Asterocheridae. De wetenschappelijke naam van de soort is voor het eerst geldig gepubliceerd in 1928 door Brian.